# Friedrich Wilhelm (Brandenburg-Schwedt)

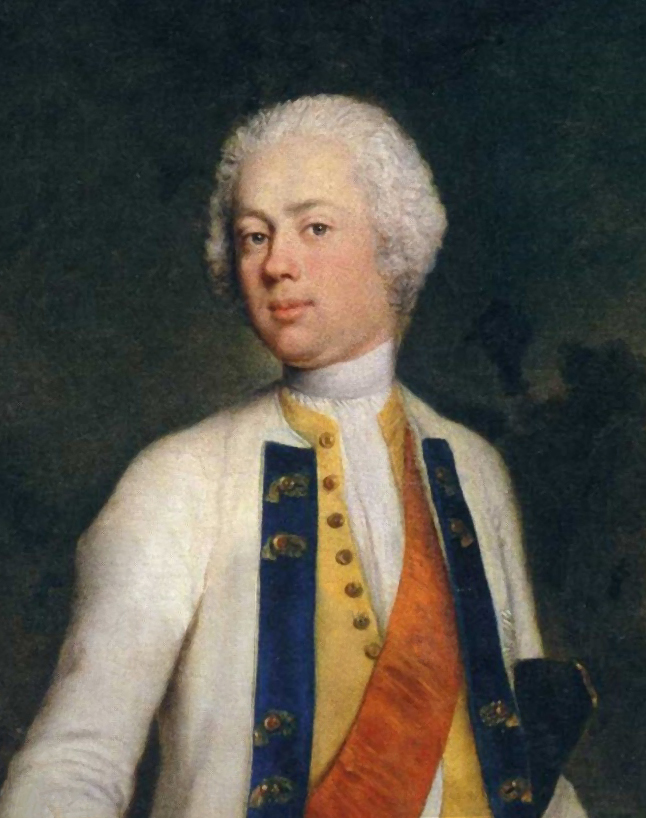
Markgraf Friedrich Wilhelm von Brandenburg-Schwedt in der Uniform seines Regiments „Brandenburg-Schwedt zu Pferde“

Friedrich Wilhelm von Brandenburg-Schwedt (* 27. Dezember 1700 im Schloss Oranienbaum bei Dessau; † 4. März 1771 im Schloss Wildenbruch) war Markgraf von Brandenburg-Schwedt aus dem Haus der Hohenzollern.

## Leben
Friedrich Wilhelm war ein Sohn des Markgrafen Philipp Wilhelm von Brandenburg-Schwedt (1669–1711) aus dessen Ehe mit Johanna Charlotte (1682–1750), Tochter des Fürsten Johann Georg II. von Anhalt-Dessau.
Bereits 1711 erhielt er ein eigenes Regiment, das nunmehr Regiment „Brandenburg Schwedt zu Pferde“ genannt wurde. Er sollte aber nie im Felde stehen. Für seine Grand Tour reiste er 1715 nach Genf und 1716 nach Italien. Er kam 1719 nach Preußen, wo er vom König den Orden des Schwarzen Adlers erhielt. Am 15. Juni 1723 wurde er preußischer Generalmajor. Er wurde seinerzeit auch in Kurland zum Herzog gewählt, was aber nicht durchgesetzt werden konnte. Am 10. Juli 1737 wurde er zum Generalleutnant ernannt.
Friedrich Wilhelm wurde auch „der tolle Markgraf“ genannt, da er zu jeder Zeit zu Streichen aufgelegt war und diese auch mit all seinen Untertanen trieb. Wegen seiner Jagdleidenschaft ernannte ihn Kaiser Karl VI. zum Erzjägermeister des Heiligen Römischen Reichs Deutscher Nation.
Für die Verbesserung und Verschönerung seines Ländchens tat der Markgraf sehr viel. In Schwedt ließ er das Schloss durch Umbauten verschönern, verbesserte den Schlossgarten und verlängerte die Schlossfreiheit, die er mit Standbildern aus dem klassischen Altertum – offenbar ein Ergebnis seiner Italienreise – schmücken ließ. An seinem Hofe diente in den 1730er Jahren der spätere Kavalleriegeneral Friedrichs des Großen, Friedrich Wilhelm von Seydlitz, als Page und wurde durch den Umgang mit dem Markgrafen in seiner Lebenshaltung nachhaltig und nicht nur positiv geprägt.
Am 4. März 1771 starb Friedrich Wilhelm in Wildenbruch, an einer heftigen Erkältung, die er sich beim Fischen zugezogen hatte. Er wurde in der ehemaligen Französischen Kirche, jetzt Berlischky-Pavillon, die sein Bruder und Nachfolger als Markgraf Friedrich Heinrich als Familienbegräbnisstätte geweiht hatte, beigesetzt. Neben ihm wurde seine Gemahlin, die Markgräfin Sophie, die Schwester Friedrichs des Großen, beigesetzt.

## Nachkommen
Aus seiner Ehe mit Sophie Dorothea Marie von Preußen (1719–1765, ⚭ 10. November 1734), einer Schwester Friedrich II., hatte Friedrich Wilhelm folgende Kinder:
- Friederike Dorothea Sophia (1736–1798)

⚭ 1753 Herzog Friedrich Eugen von Württemberg (1732–1797)
- Luise (1738–1820)

⚭ 1755 Prinz August Ferdinand von Preußen (1730–1813)
- Georg Philipp (1741–1742), Erbprinz von Brandenburg-Schwedt
- Philippine (1745–1800)

⚭ 1. 1773 Landgraf Friedrich II. von Hessen-Kassel (1720–1785)
⚭ 2. 1794 Graf Georg Ernst Levin von Wintzingerode (1752–1834)
- Georg Friedrich Wilhelm (1749–1751), Erbprinz von Brandenburg-Schwedt

illegitimer Sohn:
- Georg Wilhelm von Jaegersfeld (* 1725; † 2. August 1797 in Lauenburg, Hinterpommern)